# Euodynerus socotrae
Euodynerus socotrae är en stekelart som först beskrevs av Kohl 1907.  Euodynerus socotrae ingår i släktet kamgetingar, och familjen Eumenidae. Inga underarter finns listade i Catalogue of Life.